# Capela de São Gonçalo (Vera Cruz)
A Capela de São Gonçalo, também referida como Capela de São Gonçalinho ou de São Gonçalo de Amarante, localiza-se junto a alguns dos canais da Ria de Aveiro, no bairro da Beira Mar, na atual freguesia de Glória e Vera Cruz, Município de Aveiro, Distrito de Aveiro, em Portugal.
A Capela de São Gonçalo está classificada como Imóvel de Interesse Público desde 2011.

## Características
A estrutura centralizada do edifício apresenta uma planta hexagonal que integra um novo hexágono alinhado com o eixo axial principal, correspondendo à sacristia. Os volumes articulados exibem coberturas distintas em forma de cúpula, revestidas com azulejos azuis e brancos. Destaca-se a presença de um lanternim cego na capela e um meio hexágono na sacristia.
A totalidade do alçado é caracterizada pela incorporação nos cantos de um sistema de pilastras colossais apoiadas em bases sobre plinto, excluindo capitéis. Na fachada principal, construída em cantaria, destaca-se um portal que se estende ao longo do pano vertical, apresentando molduras arquitetónicas que abrangem toda a estrutura. Este portal desenvolve um sistema de duplas pilastras e duplo entablamento arquitravado de ordem toscana, culminando num nicho central com uma pequena edícula de remate adintelado. Flanqueando o nicho, encontram-se duas pilastras coríntias - sendo as exteriores caneladas - ladeadas por dois janelões triangulares e duas volutas estilizadas. O campanário central ergue-se no topo.
Nas laterais, observam-se dois janelões retangulares com cimalha, enquanto nas faces posteriores, duas pequenas portas retangulares - uma delas cega - conectam o corpo da capela ao da sacristia, este último situado a uma altitude inferior e inserido no pano vertical da capela. O entablamento superior delimita a cúpula, localizada em um espaço recuado em relação ao corpo da capela.
Internamente, o espaço é composto por arcarias pouco profundas de ordem toscana, que abrigam o altar-mor e dois retábulos laterais em talha dourada. Nas faces anteriores, encontram-se dois janelões chanfrados e dois pequenos vãos retangulares que conduzem à escadaria em caracol, proporcionando acesso interno à cobertura e ao púlpito, localizado ao Evangelho, em uma das arestas do hexágono. Sobre a estrutura adintelada dos panos verticais da igreja, destaca-se a cúpula com setores contendo lunetas, inscrevendo ao centro uma chave ou florão.
Acesso à sacristia é obtido abaixo do elevado embasamento do altar-mor, apresentando uma planta quadrangular e cobertura oitavada, incluindo rodapé de azulejaria, lavatório e um pequeno nicho com cimalha reta.

## História
Foi construída em 1714), sob a invocação de São Gonçalo, a quem é atribuído o poder de curar doenças ósseas e a resolução de problemas conjugais.

## Festejos em honra de São Gonçalinho

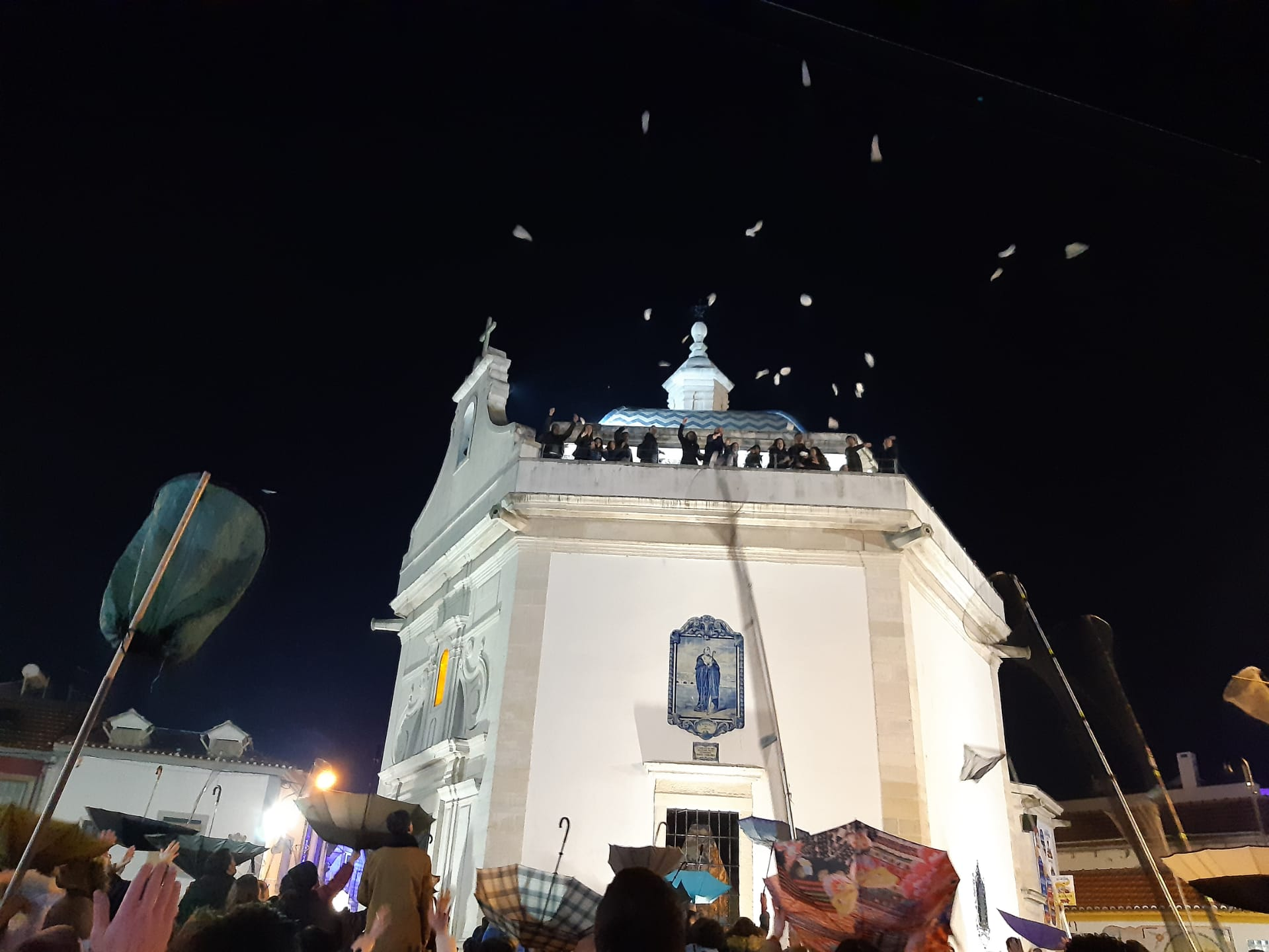
Arremesso de cavacas, durante as festividades de 2020.

No Domingo mais próximo do dia 10 de Janeiro, os habitantes deste bairro da cidade de Aveiro levam a cabo os festejos em honra de São Gonçalinho. Uma das singularidades destes festejos relaciona-se com o “pagamento” ou cumprimento das promessas, por parte dos fiéis e romeiros do Santo, e que consiste no atirar de cavacas (bolos secos feitos de claras de ovos, farinha e cobertos de açúcar), a partir do corredor lateral que circunda a cúpula da capela, em direção à multidão que, em baixo e à volta desta, utiliza os mais variados utensílios para apanhar os referidos doces, que depois comem ou levam para as suas casas. São inúmeros os quilos de cavacas que são lançados durante os dias dos festejos.
Outro ritual desta festa, realizado no interior da capela, relaciona-se com a “entrega do ramo” aos mordomos encarregues da romaria do ano seguinte. Trata-se de um ramo de flores artificiais, conservado há muitos anos, tendo, por isso, um alto valor simbólico. A festa de S. Gonçalinho inclui, ainda, a “Dança dos Mancos”, ritual realizado também dentro da pequena capela. Esta dança é executada por um grupo de homens que, fingindo-se de mancos e deficientes físicos, se movem, circularmente, mancando e dançando ao som de cantares populares entoados pelos próprios.

## Imóvel de Interesse Público
A capela foi classificada em 2011 como Imóvel de Interesse Público.

## Características
Foi erguida em pedra de Ançã. O portal da  sua fachada, igualmente desse tipo de pedra calcária, é encimado por um nicho onde se insere a estátua seiscentista de São Gonçalo de Amarante. O mesmo nicho é enquadrado pelas aletas, que o ladeiam. Os retábulos, no interior, em madeira, são setecentistas.